# SUPER DROP BABIES
SUPER DROP BABIES（スーパー・ドロップ・ベイビーズ）は、日本のロックバンド。2003年結成。正式に解散はしていないが、2005年12月16日の京都ミューズホールでのライブを最後に活動休止中である。

## メンバー
- MASATOSHI (Vocal)

誕生日：1969年2月2日
星座：水瓶座
血液型：A型
好きなこと：飲み会などの娯楽
ex.Of-Jのボーカリスト。2006年にBEYOND THE STARDUSTを結成。2009年に解散後、SPOOKY JAMを結成。
- SHIN (Guitar)

誕生日：1968年3月22日
星座：牡羊座
血液型：AB型
好きな芸能人：キーラ・ナイトレイ
黒夢の結成時のメンバー（1991年～1995年2月15日まで在籍）で、元VINYLのギタリスト。黒夢在籍時はほとんどの歌の作曲を手掛けた。2011年3月22日よりティアーズ・ミュージックに移籍し、ソロ活動を開始している。
- HITOKI (Bass)

誕生日：1972年7月9日
星座：蟹座
血液型：O型
好きなこと：釣り
黒夢のベーシストとして現在も活動中。SHINと同じく結成時の黒夢のメンバーである。黒夢の無期限の活動休止後、ソロ活動や人時ピラニアヘッズの活動を経て、SUPER DROP BABIESを結成。そして、2009年1月29日の一夜限りの復活＆解散ライブののち、2010年1月29日から黒夢の活動を再開する。
- AMIYA (Drums)

誕生日：2月10日
星座：水瓶座
血液型：A型
好きなアーティスト：そうる透
AQUA PLANETのドラマー。

## ディスコグラフィ

### アルバム
- WELCOME TO THE DISTRACTION （2004年9月22日、OKD-002）

### シングル
- 自由への階段 c/w NOW A DAYS （2004年9月23日、OKD-001）
- SDB LAUNCHER （2005年11月2日、OKD-003）　DVD付きトールケース仕様。